# 路敬淳
路敬淳（7世纪？—696年），唐朝官员，贝州临清（今河北省临西县）人。
父亲路文逸。隋大业末年，全家遇盗，路文逸藏在草泽，白天伏在死人中，夜行避难。为自己的穷途，闭口不食。同行人怜悯他诚实，劝他不应当丧失信心，采食东西给他吃，交替背着他走，遂免于难。贞观末年，官至申州司马。
路敬淳与弟弟路敬潜早年知名。路敬淳勤学，不出家门，遍览群书，孝友笃敬。父丧，三年不出守墓的庐屋。服丧结束，方哭着入见妻子，瘦的妻子都认不出来。后来中进士第。
武周天授年间，历任司礼博士、太子司议郎，兼修国史、崇贤馆学士。多次受诏编纂吉凶杂仪，武则天很器重他。路敬淳精通谱学，自魏、晋以降，推本其来，皆有条序，穷究氏族的根源枝派，无人能及。撰写《著姓略记》十卷。又撰写《衣冠本系》，未成。万岁通天二年，因为和綦连耀结交，下狱而死。神龙初年，追赠秘书少监。
路敬潜担任怀州录事参军，也因为綦连耀下狱，免死。后为遂安县令。之前，县令多死，路敬潜想要辞，妻子说他没有死在狱中，是生死有命。到任，有猫头鹰在屏风上啸叫，数十老鼠走在前面，左右驱赶，拥杖而号，路敬潜并不害怕。之后转任卫县县令、中书舍人。